# Walking the Streets in the Rain
Chansons représentant l'Irlande au Concours Eurovision de la chanson
Come Back to Stay
(1966)
Walking the Streets in the Rain (« Marcher dans les rues sous la pluie ») est une chanson interprétée par le chanteur irlandais Butch Moore représentant l'Irlande au Concours Eurovision de la chanson 1965 à Naples.

## À l'Eurovision
La chanson est intégralement interprétée en anglais, langue nationale, comme le veut la coutume avant 1966. L'orchestre est dirigé par Gianni Ferrio.
Walking the Streets in the Rain est la quatrième chanson interprétée lors de la soirée, après ¡Qué bueno, qué bueno! de Conchita Bautista pour l'Espagne et avant Paradies, wo bist du? d'Ulla Wiesner pour l'Allemagne.
À l'issue du vote, elle obtient 11 points et se classe 6e sur 18 chansons,.

## Liste des titres
| A1. | Walking the Streets in the Rain | Teresa Conlon, Joe Harrigan, George Prendergast | Teresa Conlon, Joe Harrigan, George Prendergast |  |
| B1. | I Stand Still                   | A. & E.G. Meredith                              | A. & E.G. Meredith                              |  |

## Classements

### Classements hebdomadaires
| Classement (1965) | Meilleure position |
| ----------------- | ------------------ |
| Irlande (IRMA)    | 1                  |

## Historique de sortie
| Pays        | Date | Format         | Label |
| ----------- | ---- | -------------- | ----- |
| Danemark    | 1965 | 45 tours       | Pye   |
| France,     | 1965 | super 45 tours | Pye   |
| France,     | 1965 | 45 tours       | Vogue |
| Royaume-Uni | 1965 | 45 tours       | Pye   |